# Cochise County
Cochise County je okres na jihovýchodě státu Arizona v USA. K roku 2010 zde žilo 131 346 obyvatel. Správním městem okresu je Bisbee. Celková rozloha okresu činí 16 107 km². Na jihu sousedí s Mexikem a na východě s Novým Mexikem.

## Sousední okresy
| Růžice kompasu |                   | Graham County  | Greenlee County     | Růžice kompasu |
| Růžice kompasu | Pima County       | Sever          | Hidalgo County (NM) | Růžice kompasu |
| Růžice kompasu | Pima County       | Cochise County | Hidalgo County (NM) | Růžice kompasu |
| Růžice kompasu | Pima County       | Jih            | Hidalgo County (NM) | Růžice kompasu |
| Růžice kompasu | Santa Cruz County |                |                     | Růžice kompasu |